# خافيير سوزا
خافيير سوزا (بالإسبانية: Javier Souza)‏ هو عداء سريع مكسيكي، ولد في 13 نوفمبر 1929.

## وصلات خارجية
- خافيير سوزا على موقع أوليمبيديا (الإنجليزية)